# 용인초등학교
용인초등학교는 대한민국 경기도 용인시 처인구에 있는 공립 초등학교이다.

## 학교 연혁
- 1915.11.05 김량공립보통학교 개교
- 1938.04.01 김량공립심상소학교로 개칭
- 1941.04.01 김량공립국민학교로 개칭
- 1948.09.01 용인국민학교로 교명 변경
- 1960.09.01 병설유치원 개원(1학급)
- 1997.02.12 용인초등학교로 교명 변경
- 2007.05.04 인조잔디 운동장 준공 및 축구부 휴게소 증축
- 2011.05.11 누리채 개관(학부모실)
- 2015.11.01 개교 100주년 총동문회 기념 행사
- 2018.04.05 후관 1층 꿈이룸 안전체험교실 개관
- 2019.01.09	제100회 졸업식 104명 졸업(누적: 27,297명)
- 2021.01.08	제102회 졸업장 수여식(졸업생 수 121명, 총 27,539명 졸업)
- 2021.03.01	초등학교 28학급, 특수 4학급, 병설 유치원 2학급
- 2022.09.01	34대 교장 신미영 취임

## 같이 보기
- 용인초등학교 축구단